# ガストン・トルン
ガストン・エグモン・トルン（Gaston Egmond Thorn、1928年9月3日 - 2007年8月26日）は、ルクセンブルクの政治家。国内外を問わず数多くの要職を歴任した。中でも特筆されるのは首相、国際連合総会議長、欧州委員会委員長である。

## 人物
1928年9月3日にルクセンブルク市に誕生する。学生時代はドイツの占領に対する抵抗運動に従事し、数ヶ月投獄された経験を持つ。モンペリエ、ローザンヌ、パリで法学を学び、ルクセンブルクに戻って弁護士となった後、1959年に民主党に入り政治家となる。1961年に民主党の党首となった。
1969年から1980年にかけて外相兼通商相、またこの間1974年から1979年には首相、1977年から1980年は経済相を兼務した。さらに1959年から1969年には欧州議会議員を、1975年から1976年には国際連合総会議長を務めた。

欧州委員会委員長として1983年のウィリアムズバーグサミットに参加したトルン（左から2番目）

1980年にロイ・ジェンキンスの後任として欧州委員会の委員長に選出され、翌年の1月6日に就任した。トルンはフランス大統領ヴァレリー・ジスカール・デスタンと緊密な関係を持ち、ヨーロッパ政治においてフランスの利益を守っていたと見られた。
欧州委員会委員長としての手腕はあまり強いものとは見られていなかったが、その任期中に欧州委員会の欧州諸共同体加盟国政府や欧州議会に対する影響力は増大し、このため欧州委員会は権力闘争に明け暮れていた。これを象徴するのはトルンの後任となるジャック・ドロールの指名に関する根回しであった。
1985年に欧州委員会委員長を退任したあとトルンは実業家となり、ルクセンブルク最大のメディアである CLT（後のRTLグループ）社長、ルクセンブルク国際銀行頭取となった。
その後も欧州統合運動代表、三極委員会委員、ジャン・モネ計画委員として外交・政治活動を続けた。また自由主義政党の会合である自由主義インターナショナルの議長を務め、その後名誉議長となっている。